# 소수 (기수법)
수학의 기수법에서 소수(小數, 영어: decimal)는 실수를 소수점과 그 양옆에 놓인 숫자를 통해 나타내는 방법이다. 소수점 왼쪽에 놓인 숫자들은 실수의 정수 부분, 소수점 오른쪽에 놓인 숫자들은 실수의 소수 부분을 나타낸다.

## 정의
음이 아닌 실수 {\displaystyle r}의 소수 표기는 다음과 같은 꼴이다.
{\displaystyle r=r_{0}.r_{1}r_{2}r_{3}\cdots }
여기서 각 {\displaystyle i=0,1,2,\dots }에 대하여, {\displaystyle r_{i}}는 0부터 9까지의 숫자 가운데 하나이다. 음의 실수의 경우, 왼쪽에 부호를 붙여준다. 또한, 만약 어떤 {\displaystyle n}번째 자릿수 {\displaystyle r_{n}}부터
{\displaystyle 0=r_{n}=r_{n+1}=r_{n+2}=\cdots }
가 성립한다면, 이러한 끝쪽의 0들을 생략하여 다음과 같이 표기할 수 있다.
{\displaystyle r=r_{0}.r_{1}r_{2}r_{3}\cdots r_{n-1}}
엄밀히 말해, 소수는 극한의 개념을 통해 정의된다. 즉, 위의 표기가 실수의 소수 표기가 되려면, 다음과 같은 급수 공식을 만족시켜야 한다.
{\displaystyle r=\sum _{n=0}^{\infty }10^{-n}r_{n}=\lim _{n\to \infty }r_{0}.r_{1}r_{2}\cdots r_{n}}
또한, 표준적인 소수 표기는 다음을 추가로 만족시켜야 한다.
- {\displaystyle 9=r_{n}=r_{n+1}=r_{n+2}=\cdots }인 {\displaystyle n}이 존재하지 않는다.

즉, 만약 맨 끝에 숫자 9가 끝없이 반복된다면 이를 올림하여야 한다. 예를 들어, 0.999… = 1이며, 1.234999... = 1.235이며, 37.271999...=37.272이다.간혹 올림하여 얻는 표기 대신 끝에 9가 붙은 표기를 표준으로 간주하기도 한다.
유리수의 소수 표기는 유한하거나, 무한하지만 순환한다. 그 예는 다음과 같다.
{\displaystyle {\frac {1}{2}}=0.5}
{\displaystyle {\frac {1}{3}}=0.333333\cdots }
무리수의 소수 표기는 무한하며 비순환이다.. 그 예는 다음과 같다.
{\displaystyle {\sqrt {2}}=1.41421356\cdots }
{\displaystyle \pi =3.14159265358979323846\cdots }

## 종류
소수는 자릿수들의 열의 성질에 따라 다음과 같이 나뉜다.

### 유한 소수
소수점 아랫자리가 유한한 수를 유한 소수(有限小數, 영어: finite decimal)라고 한다. 모든 유한 소수는 유리수다. 
십진법과 이십진법에서는 만약 기약 분수의 분모가 {\displaystyle 2^{m}5^{n}} ({\displaystyle m,n}은 음이 아닌 정수) 꼴이라면, 그 기약 분수는 유한 소수다. 반대로 만약 기약 분수의 분모가 {\displaystyle 2^{m}5^{n}} ({\displaystyle m,n}은 음이 아닌 정수) 꼴이 아니라면, 그 기약 분수는 유한 소수가 아니다. 
마찬가지로, 육진법과 십이진법과 십팔진법에서는 만약 기약 분수의 분모가 {\displaystyle 2^{m}3^{n}} ({\displaystyle m,n}은 음이 아닌 정수) 꼴이라면, 그 기약 분수는 유한 소수다. 반대로 만약 기약 분수의 분모가 {\displaystyle 2^{m}3^{n}} ({\displaystyle m,n}은 음이 아닌 정수) 꼴이 아니라면, 그 기약 분수는 유한 소수가 아니다. 
유한 소수의 예는 다음과 같다. 가분수도 게재한다.
십진법
{\displaystyle 1/2=0.5}
{\displaystyle 3/4=0.75}
{\displaystyle 1/5=0.2}
{\displaystyle 8/5=1.6}
{\displaystyle 3/8=0.375}
{\displaystyle 1/16=0.0625}
{\displaystyle 27/16=1.6875}
{\displaystyle 7/20=0.35}
{\displaystyle 8/25=0.32}
{\displaystyle 1/50=0.02}
{\displaystyle 11/64=0.171875}
{\displaystyle 1/80=0.0125}
{\displaystyle 8/125=0.064}
{\displaystyle 13/160=0.08125}
육진법
{\displaystyle 1/2=0.3}
{\displaystyle 1/3=0.2}
{\displaystyle 3/4=0.43}
{\displaystyle 3/12=0.213}
{\displaystyle 5/13=0.32}
{\displaystyle 41/13=2.44}
{\displaystyle 11/20=0.33}
{\displaystyle 1/24=0.0213}
{\displaystyle 43/24=1.4043}
{\displaystyle 1/30=0.02}
{\displaystyle 12/43=0.144}
{\displaystyle 1/120=0.0043}
{\displaystyle 15/144=0.101043}
{\displaystyle 1/213=0.0024}
{\displaystyle 21/240=0.04513}
보다 기본적으로, {\displaystyle b}가 2이상의 자연수일 때, {\displaystyle b}진법으로 소수를 나타내었을 때, 어떤 기약 분수가 유한 소수가 되기 위한 필요충분조건은 해당 분수를 기약 분수로 바꾸고 난 후 분모른 소인수분해할 때, 분모의 모든 소인수가 {\displaystyle b}의 소인수로 이루어져 있어야 되는 것이다. 즉, 기약분수의 분모에서 그 외의 다른 소인수가 하나 이상 들어가 있으며 {\displaystyle b}진법 소수 표현이 순환소수가 된다는 얘기다.

### 순환 소수
소수점 아래에서 어떤 숫자들의 유한 열이 무한히 반복되는 소수를 순환 소수(循環小數, 영어: repeating decimal)라고 한다. 어떤 수가 순환 소수로 나타낼 수 있을 필요충분조건은 유리수이다. 무한 순환 소수의 예는 다음과 같다.
십진법
{\displaystyle 1/3=0.{\dot {3}}=0.333\cdots }
{\displaystyle 1/6=0.1{\dot {6}}=0.1666\cdots }
{\displaystyle 1/7=0.{\dot {1}}4285{\dot {7}}=0.142857142857142857\cdots }
{\displaystyle 5/9=0.{\dot {5}}=0.555\cdots }
{\displaystyle 25/9=2.{\dot {7}}=2.777\cdots }
{\displaystyle 3/11=0.{\dot {2}}{\dot {7}}=0.272727\cdots }
{\displaystyle 8/27=0.{\dot {2}}9{\dot {6}}=0.296296\cdots }
{\displaystyle 1/48=0.0208{\dot {3}}=0.0208333\cdots }
{\displaystyle 1/81=0.{\dot {0}}1234567{\dot {9}}=0.012345679012345679\cdots }
육진법
{\displaystyle 1/5=0.{\dot {1}}=0.111\cdots }
{\displaystyle 12/5=1.{\dot {3}}=1.333\cdots }
{\displaystyle 1/11=0.{\dot {0}}{\dot {5}}=0.050505\cdots }
{\displaystyle 3/14=0.1{\dot {4}}=0.1444\cdots }
{\displaystyle 1/15=0.{\dot {0}}31345242{\dot {1}}=0.03134524210313452421\cdots }
{\displaystyle 12/41=0.{\dot {1}}530{\dot {4}}=0.1530415304\cdots }
{\displaystyle 1/212=0.0024{\dot {1}}=0.0024111\cdots }

### 비순환 소수
순환 소수가 아닌 소수를 비순환 소수(非循環小數, 영어: non-repeating decimal)라고 한다. 어떤 수가 비순환 소수로 나타낼 수 있을 필요충분조건은 무리수이다. 비순환 소수의 예는 다음과 같다. 이 경우는 십진법 (소인수가 2와 5) 이든 육진법 (소인수가 2 와 3) 이든 기타 위치 기수법을 사용하여도 무한에 따른다.
십진 표기
{\displaystyle {\sqrt {2}}=1.41421356\cdots }
{\displaystyle \pi =3.14159265\cdots }
{\displaystyle e=2.718281\cdots }
육진 표기
{\displaystyle {\sqrt {2}}=1.225245314\cdots }
{\displaystyle \pi =3.0503300514\cdots }
{\displaystyle e=2.41505204\cdots }

### 무한소수
무리수 
(무한소수)는 소수점 이하로 같은 수의 배열이 반복적으로 나타나지 않는(순환하지 않는) 무한소수이다
실수와 그 소수 표기 사이의 대응을 생각하면, 실수의 집합의 크기가 숫자의 열의 집합의 크기와 같으며, 특히 자연수의 집합의 크기보다 큼을 알 수 있다.
실수의 소수 표기는 실수의 구성에 쓰일 수 있다.

## 같이 보기
- 십진법
- 급수 (수학)
- IEEE 754
- 시몬 스테빈